# South Thoresby
South Thoresby – wieś w Anglii, w hrabstwie Lincolnshire, w dystrykcie East Lindsey. Leży 43 km na wschód od Lincoln i 197 km na północ od Londynu.
Miejscowość liczy 134 mieszkańców.